# Cacia flavoguttata
Cacia flavoguttata är en skalbaggsart som beskrevs av Stefan von Breuning 1968. Cacia flavoguttata ingår i släktet Cacia och familjen långhorningar.
Artens utbredningsområde är Laos. Inga underarter finns listade.